# الرجل العاقل
الراجل العاقل «رجل» «امرأة» في الفلسفة الغربية (1984؛ الطبعة الثانية 1993)  هو كتاب عن العلاقة بين الذكورة والعقل في الفلسفة الغربية. كتب بواسطة الفيلسوف الأسترالي جينيفيف لويد. حصل العمل علي العديد من الأراء الايجابية. أطلق عليه كلاسيكة الفكر النسوي للقرن العشرين. ويتم قراءته علي نطاق واسع في بلاد الشمال الأوروبي.

## الملخص
تصف لويد العمل بأنه: «نظرة عامة علي الترابطات المتتالية بين الذكورة والنماذج المثالية من العقل علي مدار تاريخ الفلسفة الغربية». الفلاسفة الذي تناقشهم لويد تشمل: جورج فيلهلم فريدريش هيغل، جان بول سارتر، وسيمون دي بوفوار.

## التناول

### وسائل الأعلام الرئيسية
تمت مراجعة الرجل العاقل من قبل استريد ام. اوبرين في مجلة «المكتبة» ‏, وكيه.راسل في «اختيار». اعطي اوبرين الرجل العاقل تقييم مختلط، حيث كتب أنه «جيد البحث» ولكن أيضا «كثير الكلام، متكرر وممل للقراءة.» راسل اعطى نقد إيجابي، واصفاً إياه بأنه «تحليل تاريخي شامل، دقيق للإدعاء بأن المعايير الغربية العقلانية والأخلاقية هي الذكورة في التوجه».

### المجلات الأكاديمية
تلقي الرجل العاقل نقدأ ايبجابياً من نايومي شيمان في نقد النساء للكتب. نُقد الكتاب بواسطة الفيلسوفة فيرجينيا هيلد ‏ في الأخلاق، الفيلسوفة ماري تيلز ‏ في الفلسفة، كاثرين جاكسون في إشارات، روبي ريمير في النساء والسياسة ‏، سارة شوت جريدة التاريخ الفلسفي ‏، ومارجين دي.بورينتون في نقد العلوم الإنسانية الغربية ‏.
أطلقت شيمان علي الرجل العاقل «تقديم بموجز ببراعة لتاريخ جمعية البناء الأجتماعي للذكور والعقل» وقد دعمت لويد بكونها: «حساسة بشكل مثير للإعجاب للتغيرات التاريخية في توصيف العقل«, وجادلت أنه في حين يعتقد الفلاسفة الأكاديمين أن: «الصور التنافسية الحالية للنفس العقلانية المعيارية هي من الناحية النظرية محايدة بين الجنسين», قدمت لويد قضية قوية علي العكس من ذلك في كتابها «المدمر تماماً». كتبت أن الكتاب «متناقض الجذور في قواعد الخطاب العقلاني التي تشكك في طبيعيتها، وظائفها واصلها». ومع ذلك، تنبأت بأن العديد من الفلاسفة الأكاديمين لن يقتنعوا بحجج لويد.كتبت شيمان أن محاولة لويد تظهر أن «الخطابات التي تستند إاليها المشاريع غير قائمة علي المصالح والصالح غير قادرة علي الأرتقاء الي مستوي معاييرهم الخاصة» هي إستراتيجية مستوحاة إلي حد كبير من عمل كارس ماركس، الفيلسوف الذي لم تناقشه لويد.أيدت شيمان وجهة نظر لويد بأن محاولة بوفوار لوضع مفاهيم سارتر وهيجل «مفاهيم التسامي» إلي الأستخدام النسوي هو إشكالية، حث أن التسامي هو في اصله التسامسي الأنثوي.
في عام 2000, أجرت مارتينا رويتر ولورا فيرنر مقابلة مع لويد حول عملها، بما في ذلك الرجل العاقل، في نورا: مجلة شمالية لدراسات النساء. كتبت رويتر وويرنر أن كتاب الرجل العاقل «ساهم في طرق جديدة لقراءة تاريخ الفلسفة وأصبح كتاباً نسوياً كلاسيكياً يقرأ علي نطاق واسع في بلدان الشمال الأوروبي».

### التقيمات في الكتب
كتبت اس.آي جرايف في دليل اوكسفورد الي الفلسفة ‏ أن الرجل العاقل قد أطلق عليه اسم كلاسيكية القرن العشرين للفكر النسوي.

### الهوامش
1. ↑  الرجل العاقل, p. 1.
2. ↑  الرجل العاقل, p. 24.
3. 1 2 3  الرجل العاقل, pp. 15–16.
4. 1 2  الرجل العاقل, p. 100.
5. 1 2  الرجل العاقل, p. 1348.
6. ↑  الرجل العاقل, pp. 652–654.
7. ↑  الرجل العاقل, pp. 414–418
8. ↑  الرجل العاقل, pp. 165–168
9. ↑  الرجل العاقل, pp. 85–87
10. ↑  الرجل العاقل, pp. 464–465
11. ↑  الرجل العاقل, pp. 185–187
12. ↑  الرجل العاقل, pp. 175–179.
13. ↑  الرجل العاقل, p. 68.

### الفهرس
الكتب
- Grave, S. A.; Honderich, Ted, Editor (1995). The Oxford Companion to Philosophy. Oxford: دار نشر جامعة أكسفورد. ISBN 0-19-866132-0.
- Lloyd, Genevieve; Lloyd, Genevieve, Editor (2002). Feminism and History of Philosophy. Oxford: دار نشر جامعة أكسفورد. ISBN 0-19-924374-3.
- Lloyd, Genevieve (1995). The Man of Reason: "Male" and "Female" in Western Philosophy. London: روتليدج. ISBN 978-0415096812.

المجلات
- Held, Virginia (1986). "The man of reason (Book Review)". Ethics. 96 (April 1986).
- Jackson, Kathryn (1987). "The man of reason (Book Review)". Signs. 13 (Autumn 1987).
- O'Brien, Astrid M. (1985). "The man of reason (Book)". Library Journal. 110 (2).
- Purinton, Marjean D. (1995). "Book reviews". Southern Humanities Review. 29 (2).
- Reuter, Martina; Werner, Laura (2000). "History, texts and feminism: an interview with Genevieve Lloyd". NORA: Nordic Journal of Women's Studies. 8 (3).
- Riemer, Ruby (1987). "The Man of Reason: "Male" and "Female" in Western Philosophy". Women & Politics. 7 (1).
- Russell, K. (1985). "The man of reason (Book Review)". Choice. 22 (May 1985).
- Scheman, Naomi (1985). "The Force of Reason". The Women's Review of Books. 3 (1).
- Shute, Sara (1987). "The man of reason (Book Review)". Journal of the History of Philosophy. 25 (July 1987).
- Tiles, Mary (1986). "The man of reason (Book Review)". Philosophy. 61 (July 1986).
- Held, Virginia (1986). "The man of reason (Book Review)". Ethics. 96 (April 1986)